# Stealing Heaven
Em Nome de Deus é um filme de 1988, um drama baseado em acontecimentos reais do romance medieval do século XII entre Pedro Abelardo e Heloísa. "Perdoe-nos Pai, por termos amado".

## Sinopse
Abelardo é um famoso filósofo, teólogo, um grande lógico e professor na Catedral de Notre Dame e na época todo filósofo era por costume, casto. Ele se apaixona por uma de suas estudantes, Heloísa, então com 16 anos, que fora criada num convento. Fora dos padrões da época, onde mulheres não recebiam educação intelectual, Heloísa era cheia de vida, inteligente, curiosa e estudiosa. Quando o relacionamento dos dois é descoberto por Fulbert, tio de Heloísa, este, descontente, conspira com o Bispo de Paris para por um fim nesse romance. No entanto, Abelardo e Heloísa se casam em segredo e tem um filho chamado Astrolábio. Abelardo trava uma luta consigo mesmo por ir contra a vontade de Deus, mas por amar intensamente Heloísa, mantém o relacionamento. Enquanto isso, o tio de Heloísa trama uma terrível vingança que irá mudar a vida de Abelardo e Heloísa para sempre.

## Elenco
| - Derek de Lint ... Pedro Abelardo - Kim Thomson ... Heloísa - Denholm Elliott ... Fulbert - Bernard Hepton ... Bispo - Kenneth Cranham ... Suger - Rachel Kempson ... Prioresa - Mark Jax ... Jourdain - Angela Pleasence ... Irmã Cecilia - Timothy Watson ... François - Patsy Byrne ... Agnes - Victoria Burgoyne ... Prostituta - Philip Locke ... Poussin - Cassie Stuart ... Petronilla - Andrew McLean ... Gerard | - Thomas Lockyer ... Thomas - Mark Audley ... Luke - Kai Dominic ... Paul - Miki Hewitt ... Irmã Claire - Yvonne Bryceland ... Baronesa Lamarck - Vjenceslav Kapural ... Barão Lamarck - Ivo Husnjak ... Gaston Lamarck - Jeremy Hawk ... Padre ancião - Moniek Kramer ... Jeanne - Drago Mitrovic ... Padre - Zvonimir Ferencic ... Bispo - Eugen Marcelic ... Astrolábio - Lela Simecki ... as Irmã Theresa |

## Curiosidades

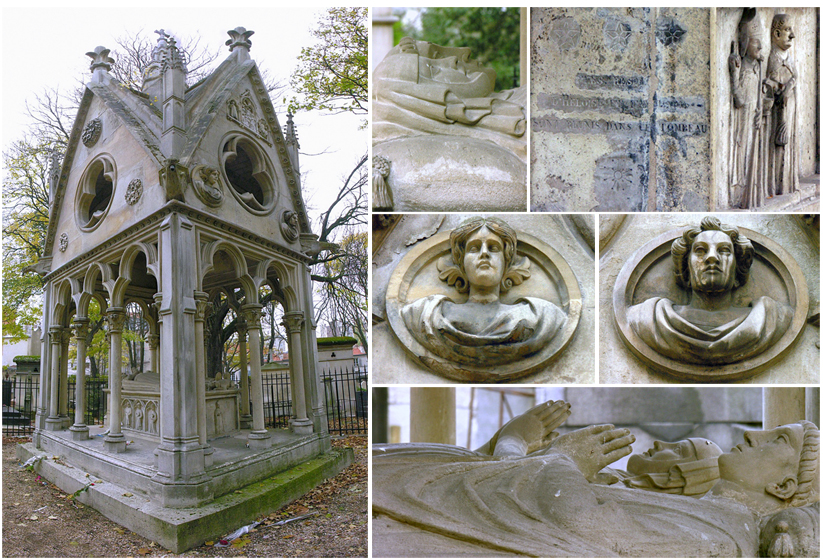
Abelardo e Heloísa juntos até hoje

- Abelardo morreu em 1142 e Heloísa mandou erguer uma sepultura em sua homenagem. Heloísa morreu em 1164 e a seu pedido, foi enterrada ao lado de Abelardo.
- Conta-se que ao abrirem a sepultura de Abelardo para enterrar Heloísa, encontraram o seu corpo ainda intacto e de braços abertos como se estivesse aguardando a chegada de sua amada.

- Em 1817 os restos mortais de Abelardo e Heloísa foram levados para o Cemitério Père-Lachaise e estão juntos até hoje.

## Ligações Internas
- Pedro Abelardo
- Heloísa de Paráclito
- Stealing Heaven
- Historia Calamitatum HISTORIA CALAMITATUM ou ABÆLARDI AD AMICUM SUUM CONSOLATORIA

## Ligações Externas
- Stealing Heaven. no IMDb.
- Resenha do filme Em nome de Deus
- Abelardo e Heloísa - Uma História de Amor
- Correspondência de Abelardo e Heloísa[ligação inativa]